# Maya classique
 (juin 2022).
Si vous disposez d'ouvrages ou d'articles de référence ou si vous connaissez des sites web de qualité traitant du thème abordé ici, merci de compléter l'article en donnant les références utiles à sa vérifiabilité et en les liant à la section « Notes et références ».
Le maya classique est le plus ancien membre historiquement attesté de la famille des langues mayas. C'est aussi la principale langue dans laquelle les inscriptions pré-colombiennes de l'époque maya classique sont gravées.

## Grammaire
Comme la plupart des autres langues mayas, le maya classique est de type verbe-sujet-objet (VSO) ou verbe-objet-sujet (VOS). De plus, c'est une langue à structure d'actance de type absolutif-ergatif. Comme d'autres langues amérindiennes (telles que l'inuktitut, le kalaallistut et le nahuatl), le maya classique est polysynthétique, et chaque mot peut donc être très long à cause de l'ajout de préfixes, de suffixes ou des deux), qui changent le sens ou la fonction grammaticale. Les noms ne changent pas en fonction de leur cas ou de leur genre.